# Ruben (Bibbia)
Ruben fu il primo dei sei figli di Giacobbe e Lia secondo la Genesi. Fu il fondatore della tribù di Ruben.
Giacobbe voleva sposare Rachele, di cui era innamorato, ma il padre di questa, Labano, gli diede in moglie la figlia Lia, che aveva gli occhi smorti (Gn 29,17) con un inganno. Giacobbe comunque chiese e ottenne anche Rachele.

## Etimologia
Il testo della Torah dà due diverse etimologie per il nome di Ruben, che gli studiosi testuali attribuiscono a fonti diverse: una allo Jahvista e l'altra all'Elohista; la prima spiegazione data dalla Torah è che il nome si riferisca a Dio che ha assistito alla miseria di Lia, per quanto riguarda il suo status di meno favorita delle mogli di Giacobbe, il che implica che l'etimologia di Ruben derivi da "raa beonyi", nel senso "che ha visto la mia miseria"; la seconda spiegazione è che il nome si riferisce alla speranza di Leah che la nascita di Ruben farà sì che Giacobbe l'ami, implicando una derivazione da "yeehabani", nel senso "che mi amerà". Un'altra frase ebraica a cui Ruben è particolarmente vicino è "ra'a ben", che significa "ecco, un figlio", che è come l'ha interpretato la letteratura rabbinica classica , sebbene alcune di queste fonti sostengano che Leah stesse usando il termine per fare una distinzione implicita tra Ruben e Esaù , suo zio.  Alcuni studiosi sospettano che la consonante finale possa essere stata originariamente una l (simile a unan nel primo alfabeto ebraico), e Giuseppe Flavio rese il nome Reubel; è quindi possibile che il nome di Ruben sia affine al termine arabo Ra'abil , che significa "lupi".

## Nelle scritture
Nella Torah, Ruben è brevemente descritto come aver avuto un'attività sessuale con Bila, la cameriera della sua matrigna e concubina del padre. Sul letto di morte, Giacobbe dichiara che Ruben «non eccellerà più, perché sei salito sul letto di tuo padre, sul mio giaciglio e l'hai profanato». Il comportamento di Ruben fece arrabbiare Giacobbe al punto che diede il diritto di primogenitura di Ruben (come primogenito) a Giuseppe: un commento in 1Cronache 5,1-2 fa lo stesso punto. Fonti rabbiniche classiche sostengono che il diritto di primogenitura avesse incluso il diritto dei suoi discendenti (la tribù di Ruben) a diventare sovrano delle tribù (trasferito in Giuda) e sacerdoti (trasferiti a Levi). Tuttavia, alcune di queste fonti sostengono che Ruben non avesse effettivamente avuto attività sessuale con Bila, ma invece avesse semplicemente sostenuto la causa di sua madre Lia, danneggiando quella di Bila, facendo arrabbiare Giacobbe; in queste fonti, si sostiene che dopo la morte di Rachele (la moglie prediletta di Giacobbe), Giacobbe cercò di dare la precedenza a Bila, poiché in precedenza l'aveva preferita come sua amante, e Ruben rimosse il letto di Bila dal luogo in cui Giacobbe desiderava averlo. I testi rabbinici classici sostengono che Ruben mostrò immediatamente contrizione per le sue azioni nei confronti di Bila, e quindi fu il primo penitente; inizialmente, secondo queste fonti, Ruben praticava la penitenza meditando di nascosto, e anche astenendosi dalla carne e dal vino, ma quando Giuda confessò la questione di Tamar, Ruben ammise ciò che aveva fatto, per timore che gli altri suoi fratelli potessero essere sospettati della sua azione e puniti per questo. Le fonti classiche continuano affermando che in onore di questa penitenza e confessione volontaria, Dio diede come membro la tribù di Ruben Osea, e Ruben ricevette una ricompensa nel mondo futuro.
Anche se parte del complotto contro Giuseppe, è Ruben che persuade gli altri a non uccidere Giuseppe, cerca di salvarlo, e che in seguito conclude che il guaio in cui si sono imbattuti i fratelli in Egitto è stata una punizione divina per il complotto. Nella letteratura rabbinica classica, Ruben è descritto come motivato da un senso di responsabilità nei confronti dei suoi fratelli (dal momento che era il maggiore) e come arrabbiato quando scopre che Giuseppe era scomparso a causa della vendita dei suoi fratelli a Ismaeliti (gli studiosi testuali attribuiscono questa versione della narrazione allo Jahvista) o Giuseppe che viene trovato e preso dai Madianiti (gli studiosi testuali attribuiscono questa versione della narrazione Elohista). Le fonti rabbiniche sostengono che le prime città di rifugio si trovassero nel territorio della tribù di Ruben, poiché Ruben (l'individuo) aveva cercato di salvare Giuseppe dalla follia dei suoi fratelli.
Fonti rabbiniche classiche sostengono che Ruben nacque il 14 Kislev e morì all'età di 125 anni.

## Discendenza
Secondo Genesi 46,9, Ruben aveva quattro figli: Hanoch, Phallu, Hezron e Carmi. Non vengono forniti i nomi delle sue mogli. Secondo Giosuè 15,6, una pietra di Bohan, figlio di Ruben, segnava un punto lungo il confine del paese assegnato alla tribù di Giuda.

## Sepoltura
C'è una tradizione secondo cui Ruben fu sepolto in un santuario nell'ex villaggio di Nabi Rubin; il sito era un luogo di pellegrinaggio e un festival annuale prima dell'istituzione nel 1948 dello Stato di Israele. Le rovine del santuario contenente la Tomba di Ruben e quelle di un'adiacente moschea, oggi abbandonata, fanno oggi parte del Parco Nazionale di Palmachim in Israele.

## Il figlio di Giacobbe
Ruben è sempre un po' al margine della storia, sebbene il primogenito: appare in qualche versetto, come figura d'appoggio.
- Gn 30,14: porta delle mandragore a sua madre Lia. Il fatto è usato come introduzione al racconto di un bisticcio tra le due mogli di Giacobbe, grazie al quale Lia, dopo quattro figli, ormai in là con gli anni, riesce a concepire il quinto: Issachar.
- Gn 35,22: secondo l'esegesi ebraica Ruben spostò il letto del padre e della concubina Bila presso la tenda della propria madre in favore e nel rispetto di quest'ultima: per questo si dice metaforicamente che Ruben "si unisce" alla concubina del padre, Bila, ancella di Rachele, violando la spiritualità del padre, e per questo fatto perde la propria primogenitura.
- Gn 37,21-33: i fratelli di Giuseppe vogliono ucciderlo, ma Ruben consiglia di nasconderlo in un pozzo, con l'intenzione, in cuor suo, di correre dal padre a raccontare il fatto. Ma poi Giuda, approfittando della mancanza del fratello, propone invece di venderlo come schiavo, e così fanno. Ruben, scoperto tutto, racconta una bugia a Giacobbe, dicendo che le fiere hanno divorato il fratello, mostrando le sue vesti sporche di sangue.